# Zandsculptuur

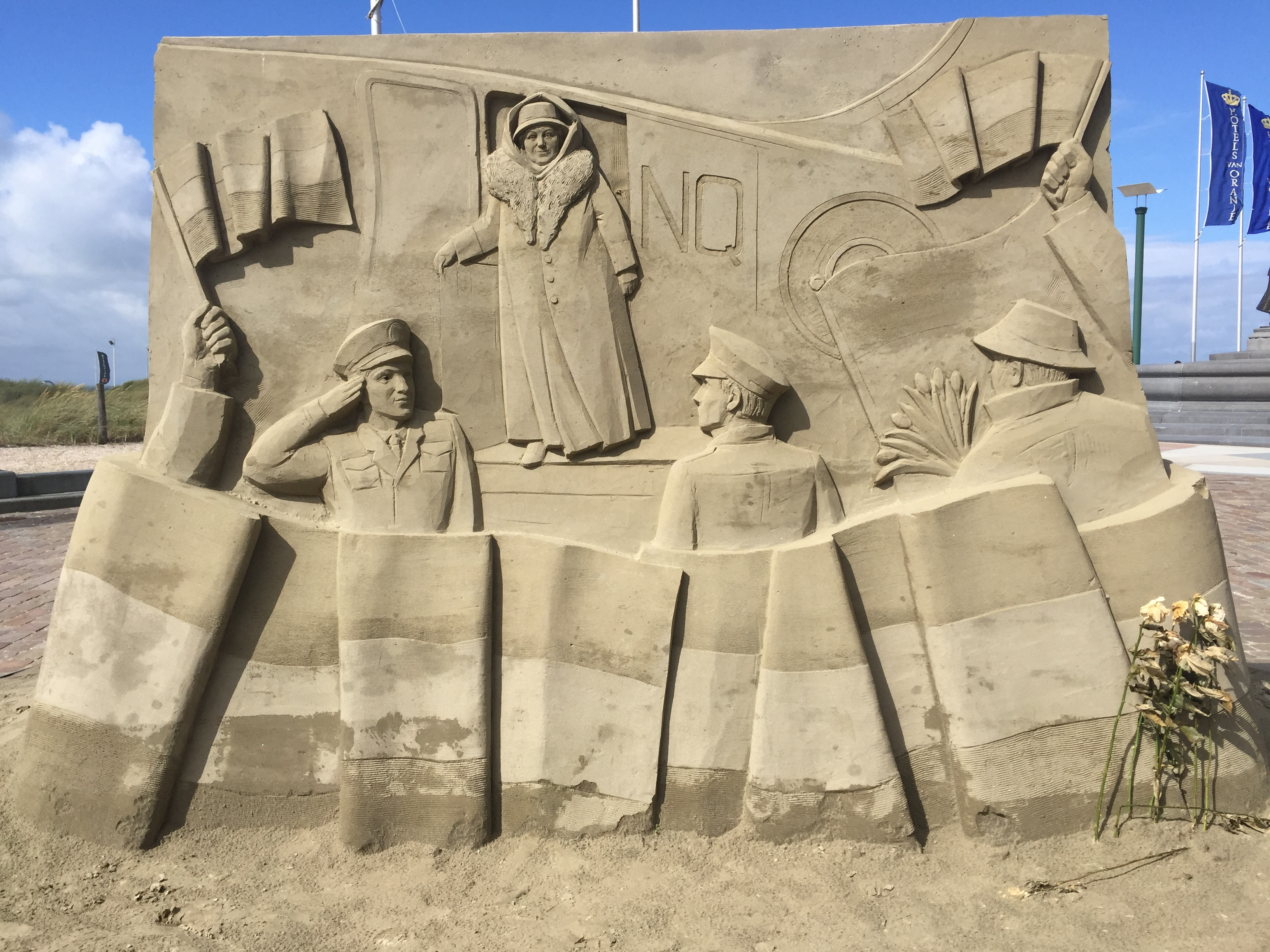
Een zandsculptuur in Noordwijk

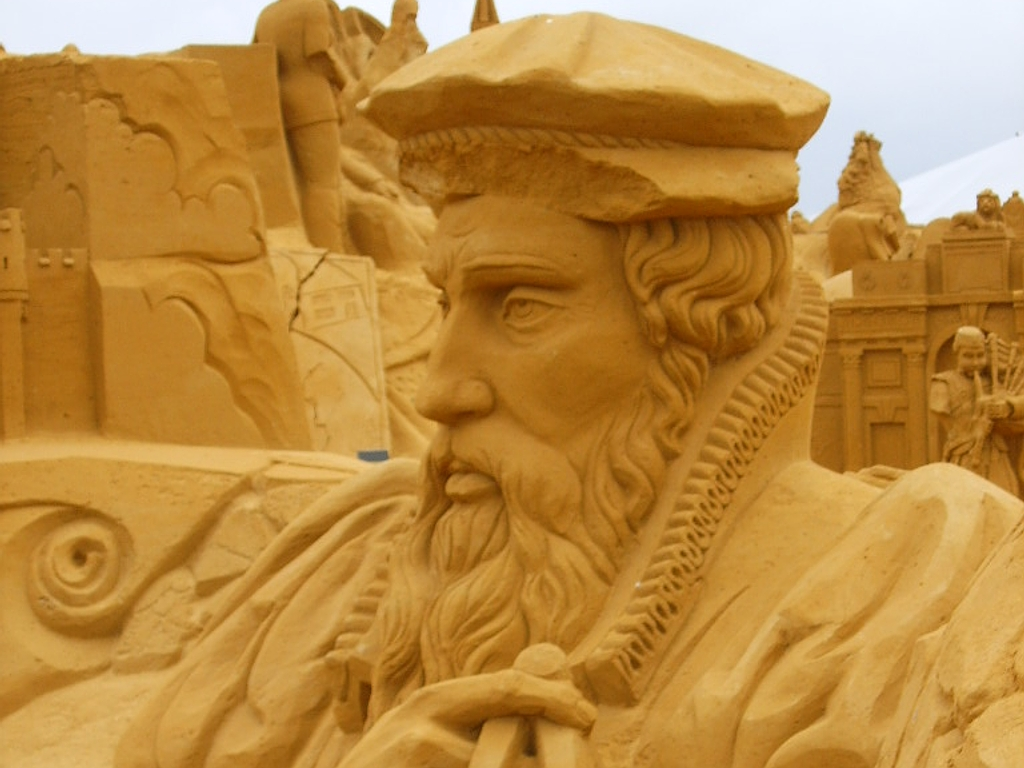
Een sculptuur van Gerardus Mercator

Een zandsculptuur is de volwassen, kunstzinnige versie van het zandkasteel. Het is een beeldhouwwerk gemaakt uit zand en water dat een persoon, tafereel of gebouw tracht weer te geven. Meestal gebeurt dit gedetailleerder dan bij een zandkasteel.
Zandsculpturen worden vaak in het kader van een wedstrijd of tentoonstelling gemaakt. Hierbij gaat het tussen teams of individuele kunstenaars erom de mooiste en grootste zandsculptuur te bouwen. De Egyptische kunstenaar Badr Abdel Moghny is bekend om zijn eigen wijze om van zand sculpturen te maken.

## Rivierzand
Voor het bouwen van een zandsculptuur gebruikt men een specifiek soort zand. Op microschaal moeten de zandkorrels als het ware op elkaar en hoog gestapeld kunnen worden. Strandzand bestaat uit korrels die door getijden over elkaar zijn gaan rollen en daardoor glad geslepen zijn. Deze korrels zijn niet geschikt om een zandsculptuur mee te bouwen, ze zouden immers langs elkaar wegglijden. Het ideale zand heeft een ruwe en hoekige korrel. In Nederland vindt men dit soort zand onder andere in het loopgebied van de Maas. Deze korrels zijn meegevoerd uit de Alpen en zien eruit als dobbelsteentjes die goed in en op elkaar passen. Het zand wordt met vrachtwagens naar de locatie van de zandsculpturen gebracht, ook als de zandsculpturen op het strand worden gebouwd.

## De bouw
Eerst wordt een ontwerp gemaakt aan de hand van het thema. Vervolgens wordt er met behulp van houten mallen en zand een ruwe opzet gemaakt van het ontwerp. Er wordt telkens zand en water aangestampt in de houten mal, zodat er op den duur een stevige sculptuur staat. Daarna kunnen de zandkunstenaars aan de slag. Zij beginnen bovenaan met het aanbrengen van details, en halen telkens wanneer zij een niveau naar beneden gaan, een mal weg. Wanneer de kunstenaars onderaan zijn, is de sculptuur klaar.

## International Sand Sculpture Festival
Het Scheveningen International Sand Sculpture Festival was een evenement dat van 1991 tot 2011 elk jaar op het strand van Scheveningen werd gehouden. Wat bijzonder is, is dat als het regent de zandsculptuur niet wegspoelt. Dit komt door het zand. Het zand zuigt het water op en zo valt het kunstwerk niet uit elkaar. In 2025 keert dit zandsculpturenfestival terug in het kader van het 200-jarig bestaan van Scheveningen onder de titel Zandsculpturen aan Zee.

## Zandsculpturenfestival (Belgische Kust)
Aan de Vlaamse kust wordt sinds 1997 jaarlijks een zandsculpturenfestival georganiseerd. Eerst in Zeebrugge, daarna in Blankenberge. Een vijftal jaar werden er op beide locaties zandsculpturen tentoongesteld.
Vanaf 2014 vond het festival plaats in Oostende,
In 2021 verhuisde het naar Middelkerke (deelgemeente Westende) voor een editie met als thema F.C. De Kampioenen. Sindsdien is het zandsculpturenfestival een coproductie tussen Groep24 en MB Presents.
In 2022 verhuisde het binnen die gemeente naar een beter bereikbare locatie (aan halte De Greefplein van de Kusttram), en met als thema "Dinos in the Sand".
In 2023 werd op 21 maart op de persconferentie het thema 'Sprookjes' voorgesteld. De naam van deze edities heet 'Sprookjes in het zand'.

## Zandsculpturenfestijn Garderen (Nederland)
Op de Veluwe in Garderen, wordt sinds 2009 vanaf half april t/m eind oktober een zandsculpturenfestival georganiseerd.

## Record
De Nederlander Wilfred Stijger bouwde begin juli 2021, samen met dertig zandbeeldhouwers, een sculptuur met de recordhoogte van 21 meter en 16 cm.